# Closterium
Closterium  là một chi Song tinh tảo trong họ Desmidiaceae.

## Hình ảnh

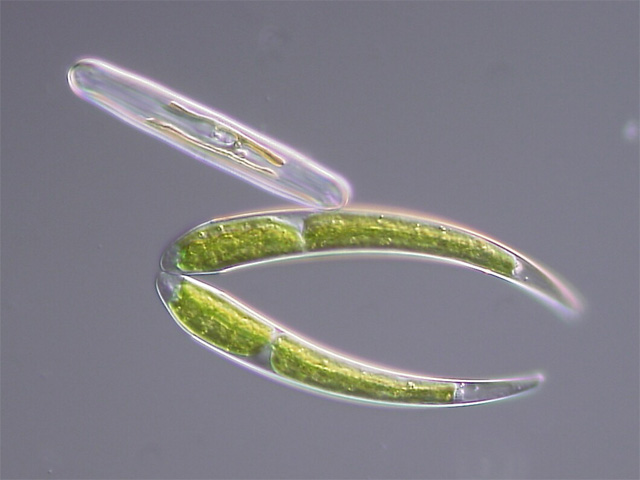
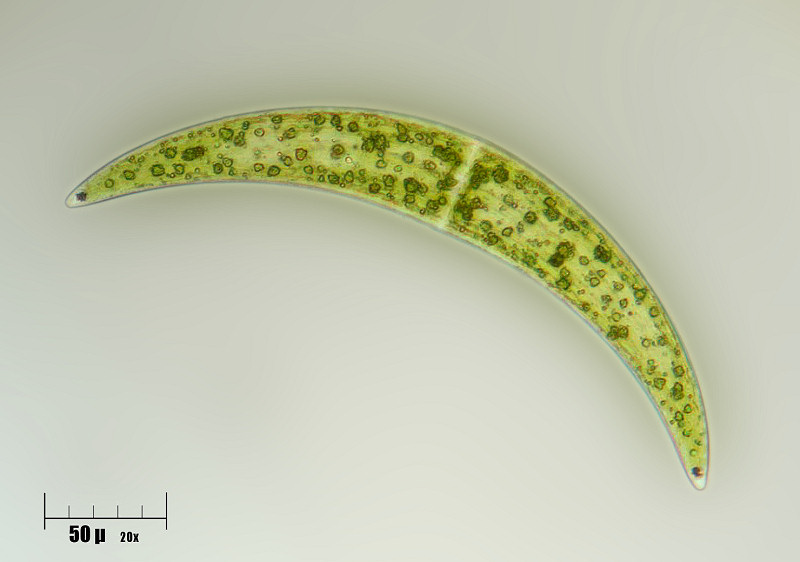
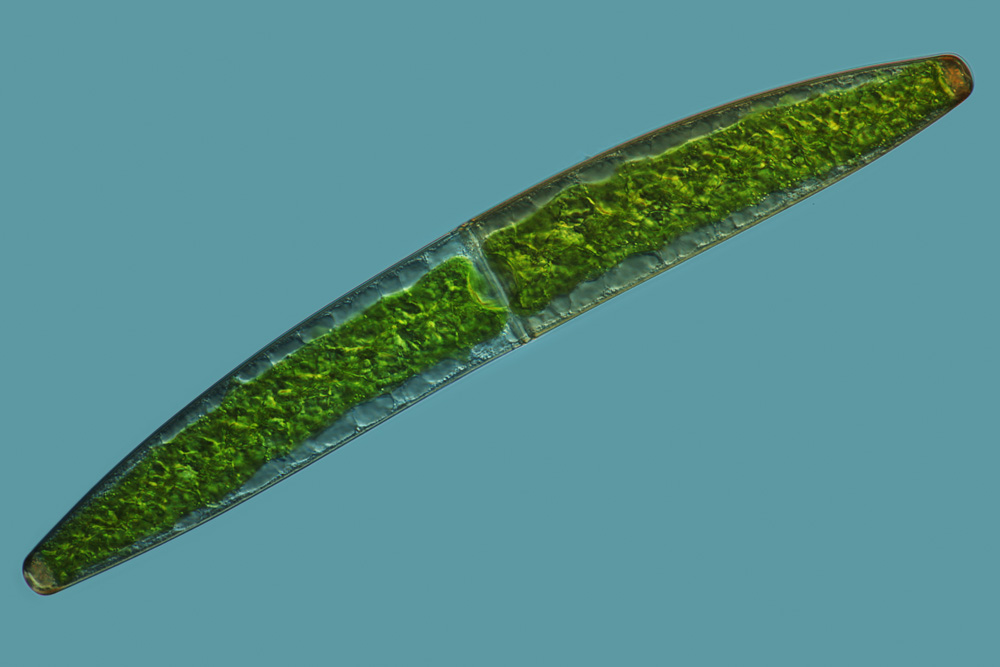
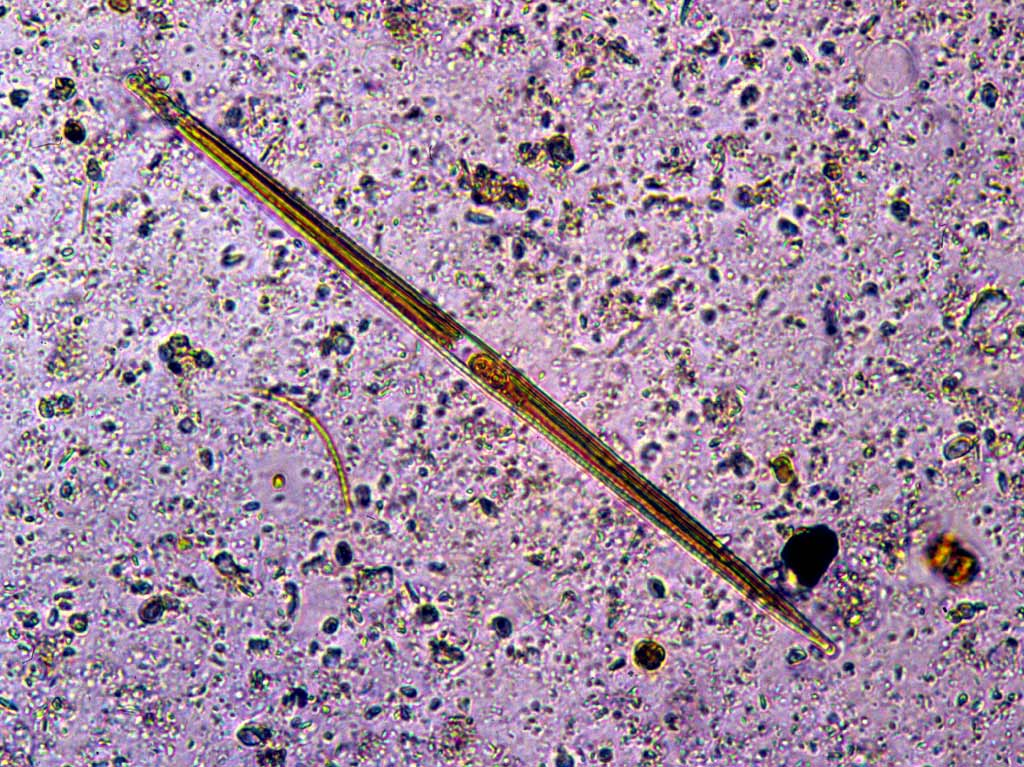